# Kujawsko-Pomorski Teatr Muzyczny

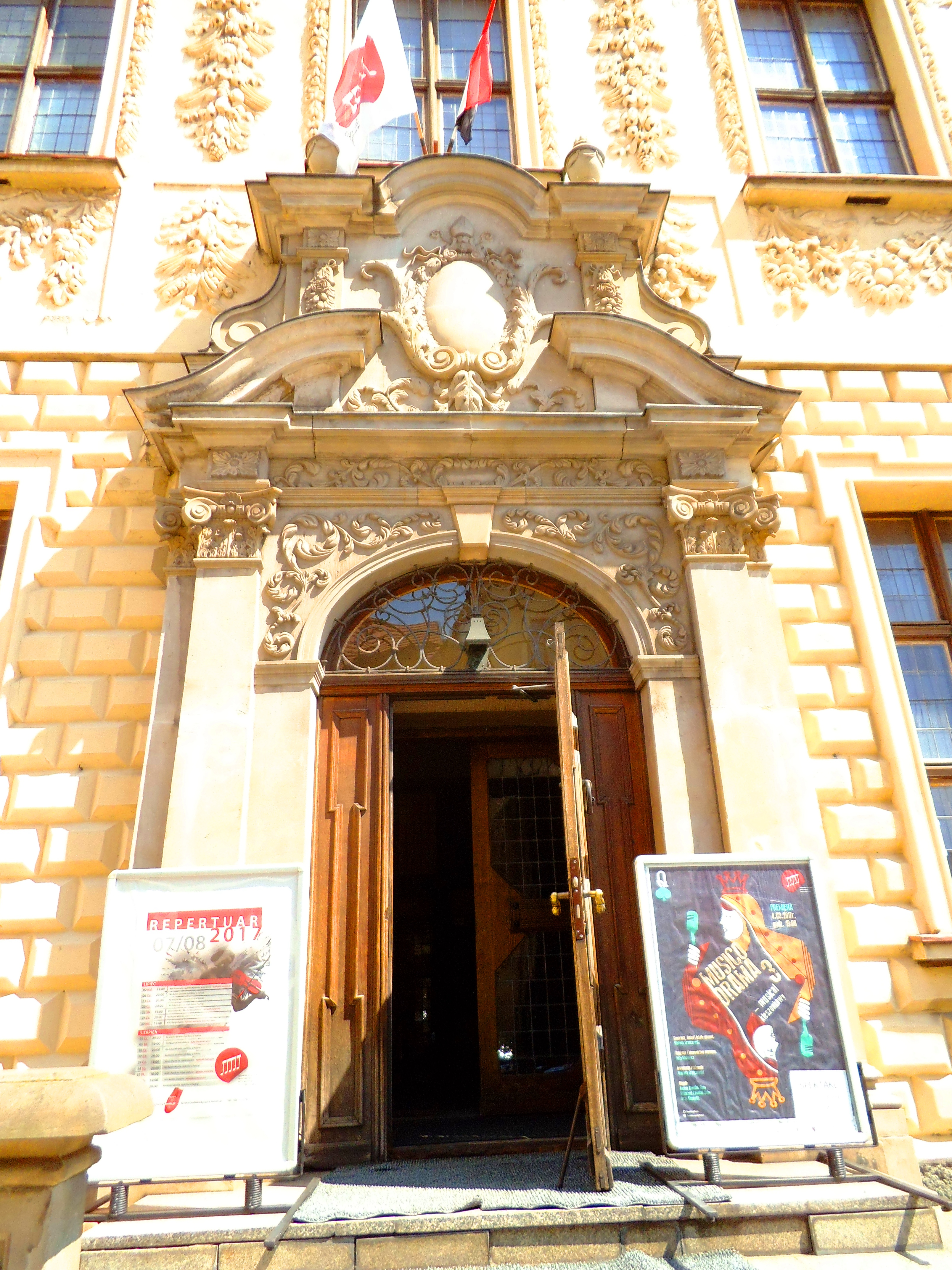
Wejście do teatru

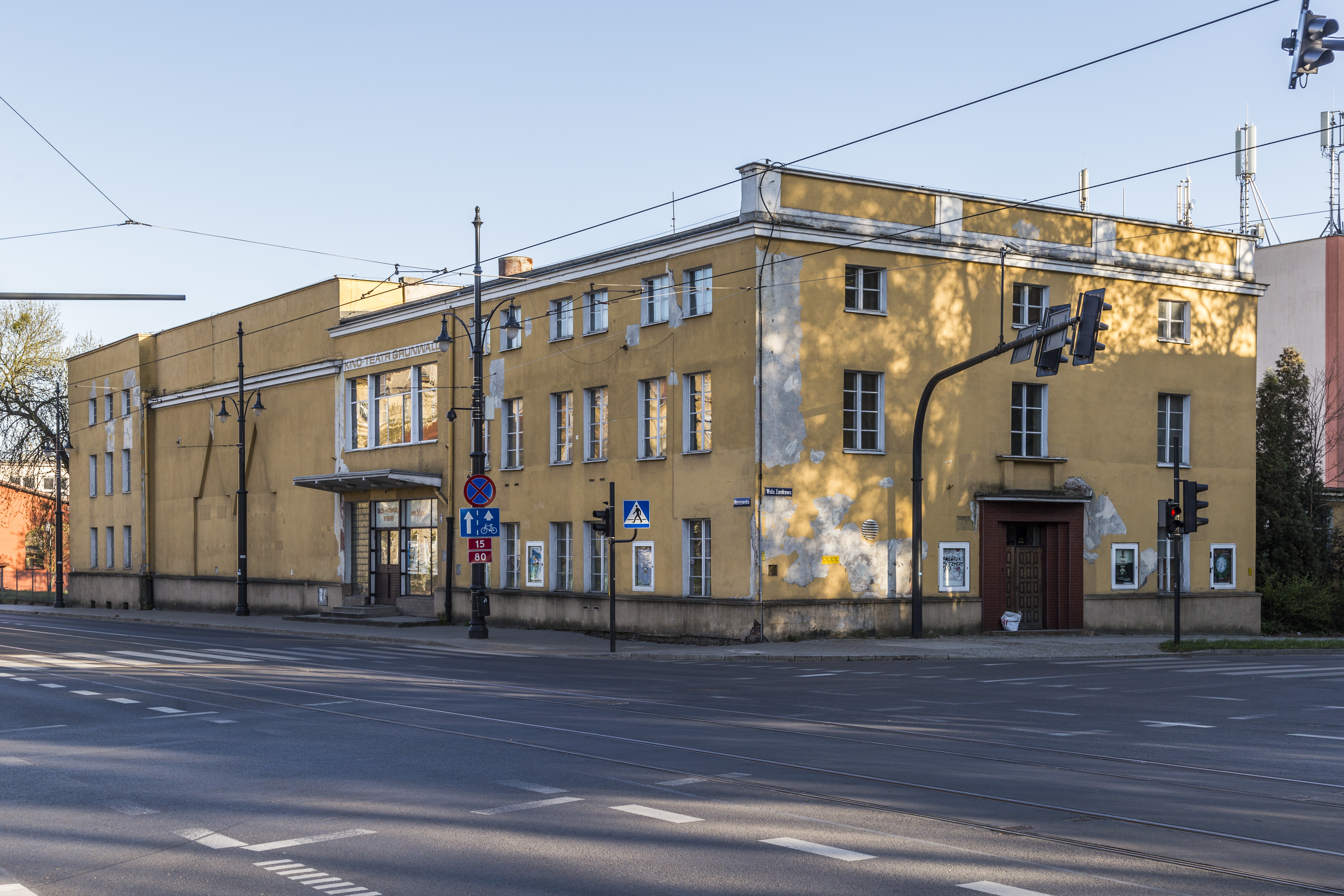
Docelowa główna scena Teatru w dawnym kinoteatrze Grunwald

Kujawsko-Pomorski Teatr Muzyczny – teatr muzyczny z siedzibą w Toruniu, działający na terenie całego województwa. Jest jedną z najmłodszych instytucji kultury w kujawsko-pomorskim.
Siedziba tego Teatru mieści przy ul. Żeglarskiej 8. Przez pewien okres główną sceną teatru było Centrum Kulturalno-Kongresowe Jordanki gdzie nadal wystawiane są niektóre spektakle w związku z trwającymi inwestycjami w siedzibach teatru.

## Charakterystyka
Celem Teatru jest prowadzenie działalności artystycznej w dziedzinie śpiewu, teatru, muzyki i tańca, a także promocja młodych zdolnych artystów z województwa. Teatr nie ogranicza się wyłącznie do wystawiania spektakli muzycznych, organizowane są przez niego również koncerty, seanse starych filmów, prowadzone są warsztaty teatralne, recitale i inne. Przy Teatrze działa również kolejna z toruńskich galerii GALERIA PROSCENIUM. Teatr nie posiada stałego zespołu aktorskiego, współpracuje z Akademią Muzyczną w Bydgoszczy oraz teatrami z całej Polski m.in. z Częstochowy, Warszawy czy Kielc.
Teatr organizuje od 2016 roku Ogólnopolski Przegląd Dyplomów i Egzaminów Muzycznych Wyższych Szkół Artystycznych. Przegląd ma charakter ogólnopolski i adresowany jest do studentów szkół artystycznych, publicznych i niepublicznych. Jego celem jest prezentacja spektakli muzycznych – egzaminów semestralnych i muzycznych dyplomów studentów szkół artystycznych, czemu towarzyszyć będzie wymiana doświadczeń między zespołami, pozyskanie inspiracji do dalszej pracy artystycznej, rozwój wrażliwości i otwartości na sztukę.

## Historia
Teatr został powołany do życia uchwałą Sejmiku Województwa w dniu 24 czerwca 2013 roku. Działalność rozpoczął dnia 1 stycznia 2014 roku. Premierowym własnym spektaklem była sztuka Siostry Parry wystawiona 13 czerwca. Był to również pierwszy spektakl wystawiony poza siedzibą – w Teatrze Leśnym w Ciechocinku. Kolejnymi przygotowanymi przez Teatr sztukami były: bajka muzyczna Rosnę, pierwsza produkcja Teatru wyłącznie dla dzieci w wieku od 1 do 6 lat, wystawiona 27 września, Gra warta piernika, czyli Maurycy i kolędnicy, opowieść familijna, której premiera odbyła się 6 grudnia. Jest to również pierwszy spektakl, jaki zostanie wystawiony we wszystkich największych miastach w województwie (premiery i pierwsze spektakle wystawiane są w siedzibie Teatru w Toruniu), a mianowicie: Bydgoszczy, Włocławku, Grudziądzu i Inowrocławiu. 29 sierpnia 2020 roku odbyła się premiera sztuki Mężczyźni o kobietach w reżyserii Jacka Bończyka w sali widowiskowej Pałacu Dąmbskich.
Poza własnymi spektaklami od maja 2014 roku organizowane były koncerty m.in. Wojciecha Karolaka, Krystyny Podleskiej, Piotra Machalicy (Koncert na 25-lecie... bynajmniej), L.A.Trio, Dominiki Eski i Karola Bartosińskiego (Arcydzieła muzyki klasycznej w duecie i solo), Quinteto Rapido, Juliany Krukowskiej oraz Inny Kamarian (Romanse Rosyjskie), TRIO Kuby Stankiewicza (Zaduszki Jazzowe) i wiele innych.
Przedstawiano również recitale m.in. Marty Bizoń (Tu i Tu), Leszka Długosza, recital jazzowy Sary Giorgi i Eugeniusza Posadzy, musicale np. Alicja w Krainie Czarów (Teatr Futryna), wystawiano monodramy (np. Elisabeth Watson – Cichociemna, Mój Boski Rozwód) czy organizowano warsztaty muzyczne.
Wreszcie organizowano takie wydarzenia jak Na dużym ekranie, czyli kino w teatrze, kiedy przez cały okres wakacji w czwartki prezentowano przedwojenne filmy muzyczne, wyświetlane przy akompaniamencie muzyki m.in. Czy Lucyna to dziewczyna?, Pani minister tańczy, Ja tu rządzę, Co mój mąż robi w nocy, Zew morza.
Ogółem w pierwszym roku działalności Teatr przygotował 167 wydarzeń, w których udział wzięło 19 469 widzów.
10 stycznia 2018 roku rozpoczęła się modernizacja siedziby teatru. W 2019 roku Teatr Muzyczny w Toruniu wrócił do swojej nowo wyremontowanej siedziby przy ul. Żeglarskiej 8. W Pałacu Dąmbskich znajdują się biura oraz scena widowiskowa, mogąca pomieścić 162 osoby.
W lipcu 2019 roku ruszyła wyczekiwana modernizacja i rozbudowa toruńskiego kinoteatru Grunwald. Obiekt będzie siedzibą Kujawsko-Pomorskiego Impresaryjnego Teatru Muzycznego. Przyjęty projekt architektoniczny sprawia, że zachowany zostanie modernistyczny charakter budowli, a nawet nabierze ona właściwej dla tego stylu klasy. Zostaną tu zamontowane nowoczesne mechanizmy sceny obrotowej, z zapadnią, oraz ruchoma widownia, co powoli na elastyczną aranżację przestrzeni stosownie do aktualnych potrzeb. Znajdą tu też miejsce zaplecze techniczne i zaplecze administracyjne instytucji.
W całym 2018 roku Teatr Muzyczny w Toruniu wystawił 5 przedstawień premierowych, zorganizował 7 koncertów i 153 wydarzenia w których udział wzięło 23987 osób.
W grudniu 2020 roku decyzją Sejmiku Województwa Kujawsko-Pomorskiego nazwa instytucji została skrócona do „Kujawsko-Pomorski Teatr Muzyczny w Toruniu”.
8 października 2021 odbyła się premiera musicalu Once w reżyserii Tomasza Dutkiewicza, natomiast 26 listopada premiera September Songs w reżyserii Agnieszki Castellanos-Pawlak.

## Spektakle
- Siostry Parry – reżyser Piotr Szalsza
- Rosnę – reżyser Mariola Fajak-Słomińska, Janusz Słomiński
- Gra warta piernika, czyli Maurycy i kolędnicy – reżyser Agnieszka Płoszajska
- Machiavelli – reżyser Bartłomiej Wyszomirski
- Hemar. Marchewka – próba generalizacji – reżyser Bartłomiej Wyszomirski
- Gatunek żeński – reżyser Bartłomiej Wyszomirski
- Kolacja na cztery ręce – reżyser Paweł Okoński
- Jacek i Placek na tropie księżyca – reżyser Agnieszka Płoszajska
- Walc kameralny, czyli Pan Wasowski mniej znany – reżyser Jacek Bończyk
- Jutro będzie za późno – reżyser Agnieszka Płoszajska
- Afrykańska przygoda – reżyser Giovanny Castellanos
- Złoto i liście – reżyser Wojciech Graniczewski
- Tajemnica Tomka Sawyera – reżyser Giovanny Castellanos
- Akompaniator – reżyser Adam Sajnuk
- Najlepsze przyjaciółki – reżyser Marek Brand
- Siła Sióstr – reżyser Michał Cyran
- Przed sklepem jubilera – reżyser Robert Czechowski
- Pan Kleks. Powrót – reżyser Agnieszka Płoszajska
- Dzień, w którym porwano papieża – reżyser Giovanny Castellanos
- Dymny: Siedem bestii moich – reżyser Agnieszka Płoszajska i Janusz Grzywacz
- Niebezpieczna Gra – reżyser Giovanny Castellanos
- Niesamowite przygody 10 skarpetek – reżyser Agnieszka Płoszajska
- Kamienie w kieszeniach – reżyser Giovanny Castellanos
- Zbrodnia i karaoke – reżyser Agnieszka Płoszajska
- Mężczyźni o kobietach – reżyser Jacek Bończyk
- Teatr uczy nas żyć – reżyseria Agnieszka Płoszajska i Michał Cyran
- Friends: The Musical Parody – reżyseria Agnieszka Płoszajska
- Dzieła wszystkie Szekspira – reżyseria Tomasz Valldal-Czarnecki
- Once (musical) – reżyseria Tomasz Dutkiewicz
- September Songs – reżyseria Agnieszka Castellanos-Pawlak
- Gdzie ci mężczyźni… – aranżacje muz. Adam Lemańczyk